# Pteris tenuissima
Pteris tenuissima är en kantbräkenväxtart som beskrevs av Ren-Chang Ching. Pteris tenuissima ingår i släktet Pteris och familjen Pteridaceae. Inga underarter finns listade.